# Sitiéna
Ne doit pas être confondu avec Siniéna.
Sitiéna est une localité située dans le département de Banfora de la province de la Comoé dans la région des Cascades au Burkina Faso.

## Géographie
Sitiéna est située à 5 km au sud-est de Tengréla et à 6 km au sud-ouest du centre de Banfora, la capitale régionale.

## Démographie
| 2003  | 2006  | 2012 |
| ----- | ----- | ---- |
| 1 857 | 1 956 | -    |

En 2006, sur les 1 956 habitants du village – regroupés en 302 ménages – 53,7 % étaient des femmes, près 45,1 % avaient moins de 14 ans, 49,6 % entre 15 et 64 ans et environ 4,2 % plus de 65 ans.

## Santé et éducation
Le centre de soins le plus proche de Sitiéna est le centre de santé et de promotion sociale (CSPS) de Tengréla tandis que le centre hospitalier régional (CHR) se trouve à Banfora.
Sitiéna possède une école primaire publique.